# 爱在独木桥
《爱在独木桥》（韓語：사랑은 외나무다리에서）是韩国tvN自2024年11月23日至12月29日間播映的土日连续剧，由《雲畫的月光》编剧林艺珍和《还魂》的导演朴峻華合作打造，朱智勋与鄭裕美主演。
Disney+與韓國同日上線，friDay影音、iQIYI國際版、Hami Video則自2024年11月24日起每週日、一上線。

## 剧情概要
剧情讲述在学生时代热恋但因家族反目和命运的捉弄而痛苦离别的一对男女，时隔18年后重逢后展开的爱情故事。

## 演员阵容

### 主要人物
- 朱智勋 （高中時期：洪民基[5]） 饰演 石志源

碩盤建设专务兼独木高中新任理事长。从小在学习和运动方面就出类拔萃，是一个天生的“爽男”。因家庭原因离开了学校和故乡，18年后作为学校财团理事长锦衣还乡并再次遇到了只要对视就会互相咆哮的“稀世竞争对手”尹志源。
- 鄭裕美（高中时期：吳藝珠[6]／童年：尹瑞妍） 饰演 尹志源

独木高中创意体验部体育老师。学生时期被称作是“独木高中的疯狗”，无法忍受不义之事、对恶习和不合理刨根问底并纠正才痛快。成长过程中经历的风波让她内心的“疯狗”沉寂了一段时间，直到与石志源重逢，她的“疯狗”开始蠢蠢欲动。
- 李施優 饰演 孔文洙

独木高中体育科教育实习生，曾是一名高中游泳选手，性格开朗但不懂事，被称为“另类”，因此接受同校体育老师尹志源的集中管理。
- 金叡園 饰演 车智慧

独木高中的数学老师，和石志源、尹志源从小就是朋友，与他们一起成长并看着年少的时期的两人每天吵架。

### 其他人物
- 金甲洙 （青年：裴賢聖[9]）饰演 尹载淏

尹志源的祖父、独木高中的前任理事长，经营着区域内最大的运输公司，对自己亲手创办的独木高中有着深厚的感情和自豪感。
- 李炳俊 饰演 石庚泰

石志源的父亲，顽固、冷漠。虽经营着数一数二的建筑公司并打算进军政界，但因尹志源家庭的关系，他的事业陷入低谷，因此对尹家更加怨恨。
- 金正英 饰演 韩英恩

石志源的母亲，虽然拥有金钱和名誉，但觉得生活过得很无聊，她希望儿子娶到一个善良的妻子，和儿媳像母女一样相处。
- 李承俊 饰演 池庆勋

独木高中行政室长，儿时失去父母，被尹载淏抚养长大，和尹载淏既是朋友又是合伙人。
- 全惠璡 饰演 孟秀雅

独木高中数学老师、尹志源的闺蜜。
- 金宰澈 饰演 洪泰伍

独木高中的保健老师，性格多情且沉稳，细心照顾学生和同事，在学校里自称是可靠的帮手。
- 白賢珠 饰演 姜英在

觊觎校长之位的独木高中教导主任。
- 尹瑞賢 饰演 卞德洙

独木高中升学部部长，曾是石志源和尹志源高中二年级的班主任，话多、爱多管闲事。
- 金熙昌 饰演 李载奎

独木高中创意体验部部长，梦想通过炒股改变人生，经常和卞德洙一起谈论校内八卦。
- 李序 饰演 张温宥

独木高中升学部老师，性格开朗，非常善于和人相处。
- 金賢睦 饰演 李基河

石志源的秘书。
- 周錫泰 饰演 尹浩锡

尹志源去世的父亲。

### 特別出演
- 朴允浩 饰演 金東恩

石志源和尹志源的高中學弟，學生會總務部副部長，喜歡尹志源。
- 趙在允 饰演 朴東進

視石志源為眼中釘的碩盤建設常務。
- 林徹洙（高中時期：尹在燦[17]）饰演 于宏載

石志源和尹志源的高中同學，並且在兩人的重聚中發揮了決定性作用。
- 金奎南 飾演 鄭敏智

尹志源的高中同學。
- 文相敏 饰演 石邊熙（青年）

石志源的祖父。
- 權正烈 饰演 街頭藝人

於第六集出現在街邊演出。
- 尹博 饰演 金志雄

於第12集出現於教務處中，是新來的數學老師。

## 制作
2024年1月，媒体报道朱智勋有望主演tvN新剧《爱在独木桥》，这是他在2006年电视剧《宫》之后时隔18年再次出演爱情剧；同年2月，媒体报道鄭裕美出演该剧女主角，这是她在2020年剧集《非常校護檔案》后时隔4年再次主演电视剧。该剧于4月底进行剧本围读，并于次月开始主体拍摄。同年6月，媒体报道李施優参演该剧；8月，正式宣布朱智勋、郑裕美、金叡園参演。

## 原聲帶
- Part.1（發行日期：2024年11月24日）[21]

| 曲序 | 曲目                                       | 演唱            | 时长 |
| ---- | ------------------------------------------ | --------------- | ---- |
| 1.   | When JIWON Met JIWON（다시 마주친 그대）   | 高永培（Soran） | 3:48 |
| 2.   | When JIWON Met JIWON（More exciting Ver.） |                 | 3:00 |

- Part.2（發行日期：2024年11月30日）[22]

| 曲序 | 曲目                   | 演唱        | 时长 |
| ---- | ---------------------- | ----------- | ---- |
| 1.   | Day after day          | BIG Naughty | 3:46 |
| 2.   | Day after day（Inst.） |             | 3:46 |

- Part.3（發行日期：2024年12月1日）[23]

| 曲序 | 曲目                     | 演唱           | 时长 |
| ---- | ------------------------ | -------------- | ---- |
| 1.   | Think about you          | 黃禮志（ITZY） | 3:10 |
| 2.   | Think about you（Inst.） |                | 3:10 |

- Part.4（發行日期：2024年12月7日）[24]

| 曲序 | 曲目            | 演唱   | 时长 |
| ---- | --------------- | ------ | ---- |
| 1.   | Lilac（라일락） | 李茂珍 | 3:06 |
| 2.   | Lilac（Inst.）  |        | 3:06 |

- Part.5（發行日期：2024年12月8日）[25]

| 曲序 | 曲目                | 演唱 | 时长 |
| ---- | ------------------- | ---- | ---- |
| 1.   | Be in love          | 10cm | 2:15 |
| 2.   | Be in love（Inst.） |      | 2:15 |

- Part.6（發行日期：2024年12月14日）[26]

| 曲序 | 曲目                            | 演唱       | 时长 |
| ---- | ------------------------------- | ---------- | ---- |
| 1.   | I still love you（나였으면 해） | Song Yerin | 3:42 |
| 2.   | I still love you（Inst.）       |            | 3:42 |

- Part.7（發行日期：2024年12月15日）[27]

| 曲序 | 曲目            | 演唱       | 时长 |
| ---- | --------------- | ---------- | ---- |
| 1.   | Summer          | Liz（IVE） | 4:00 |
| 2.   | Summer（Inst.） |            | 4:00 |

- Part.8（發行日期：2024年12月21日）[28]

| 曲序 | 曲目              | 演唱                  | 时长 |
| ---- | ----------------- | --------------------- | ---- |
| 1.   | Take off          | 李施優 （Feat. SAya） | 3:13 |
| 2.   | Take off（Inst.） |                       | 3:13 |

- Part.9（發行日期：2024年12月22日）[29]

| 曲序 | 曲目                   | 演唱       | 时长 |
| ---- | ---------------------- | ---------- | ---- |
| 1.   | Step, Step（뚜벅뚜벅） | NavyQuokka | 3:17 |
| 2.   | Step, Step（Inst.）    |            | 3:17 |

- Part.10（發行日期：2024年12月28日）[30]

| 曲序 | 曲目              | 演唱   | 时长 |
| ---- | ----------------- | ------ | ---- |
| 1.   | I recall          | 진동욱 | 3:00 |
| 2.   | I recall（Inst.） |        | 3:00 |

## 收視率
《愛在獨木橋》於2024年11月23日在韓國有線電視tvN開播，首集取得3.5%的收視率，低於前一檔《正年》的開播收視（4.8%）與完結收視（16.5%）。第2集收視上升至6.5%，分段收視最高達7.2%，第3集則創下自身最低收視3.3%，並於最終第12集創下自身最高收視6.5%，其中共有5集位居韓國付費電視（綜合編成頻道、有線電視）同時段收視冠軍。
與其他同期播映的週末劇相比，本劇收視低於地上波的KBS 2TV週末劇《熨斗家族》、SBS金土劇《熱血司祭2》、MBC金土劇《現在撥打的電話》，以及綜合編成頻道的JTBC土日劇《玉氏夫人傳》，但高於綜合編成的Channel A土日劇《結婚吧You》、《Check-In 漢陽》。播出期間，連續2週躋身韓國付費電視週間收視第4名、1週上升至第3名。
| 季數 | 季數 | 每季集數 | 每季集數 | 每季集數 | 每季集數 | 每季集數 | 每季集數 | 每季集數 | 每季集數 | 每季集數 | 每季集數 | 每季集數 | 每季集數 |
| 季數 | 季數 | 1        | 2        | 3        | 4        | 5        | 6        | 7        | 8        | 9        | 10       | 11       | 12       |
| ---- | ---- | -------- | -------- | -------- | -------- | -------- | -------- | -------- | -------- | -------- | -------- | -------- | -------- |
|      | 1    | 766      | 1423     | 781      | 1238     | 1047     | 1330     | 1261     | 1375     | 1041     | 1176     | 976      | 1481     |

| 集數 | 播出日期       | 尼爾森全國收視率 | 尼爾森全國收視率 | 尼爾森首都圈收視率 | 尼爾森首都圈收視率 |
| 集數 | 播出日期       | 家庭戶比例       | 人數（百萬）     | 家庭戶比例         | 人數（百萬）       |
| ---- | -------------- | ---------------- | ---------------- | ------------------ | ------------------ |
| 1    | 2024年11月23日 | 3.488%           | 0.766            | 4.006%             | 0.441              |
| 2    | 2024年11月24日 | 6.453%           | 1.423            | 7.117%             | 0.768              |
| 3    | 2024年11月30日 | 3.332%           | 0.781            | 3.602%             | 0.435              |
| 4    | 2024年12月1日  | 5.438%           | 1.238            | 5.177%             | 0.620              |
| 5    | 2024年12月7日  | 5.048%           | 1.047            | 5.600%             | 0.542              |
| 6    | 2024年12月8日  | 5.543%           | 1.330            | 5.845%             | 0.721              |
| 7    | 2024年12月14日 | 5.130%           | 1.261            | 5.099%             | 0.630              |
| 8    | 2024年12月15日 | 5.655%           | 1.375            | 5.940%             | 0.723              |
| 9    | 2024年12月21日 | 4.279%           | 1.041            | 3.925%             | 0.479              |
| 10   | 2024年12月22日 | 4.672%           | 1.176            | 4.566%             | 0.592              |
| 11   | 2024年12月28日 | 3.948%           | 0.976            | 3.801%             | 0.466              |
| 12   | 2024年12月29日 | 6.472%           | 1.481            | 6.326%             | 0.698              |